# Jakob Krašna
Jakob Krašna, slovenski rimskokatoliški duhovnik in pratikar, * 17. julij 1810, Črni Vrh, † 28. september 1878, Zagradec.

## Življenje in delo
Rodil se je v kmečki družini. Bogoslovje je študiral v Ljubljani in bil leta 1841 posvečen v duhovnika. Služboval je v raznih krajih, nazadnje od 1859 do smrti v Zagradcu. Že kot študent bogoslovja je objavljal članke v Gajevi Danici Ilirski, kasneje pa tudi v Kmetijskih in rokodelskih novicah. Prevedel je Stoletno pratiko devetnajstega stoletja od 1801-1901 (Gradec 1840, ki je bila nato še trikrat ponatisnjena Ljubljana 1847, 1860 in 1880).